# Lafuentea jeanpertiana
Lafuentea jeanpertiana är en grobladsväxtart som beskrevs av René Charles Maire. Lafuentea jeanpertiana ingår i släktet Lafuentea och familjen grobladsväxter. Inga underarter finns listade i Catalogue of Life.